# هاسل تي هيكس
هاسل تي هيكس (بالإنجليزية: Hassel T. Hicks)‏ هو مهندس معماري أمريكي، ولد في 27 أكتوبر 1896 في فرجينيا في الولايات المتحدة، وتوفي في 21 يناير 1952 في ولش في الولايات المتحدة.